# Arany Mihály
Arany Mihály (1946. december 12. – Tatabánya, 2022. január 19.) magyar labdarúgó, középpályás. Az 1970-es években a Tatabányai Bányász, az 1980-as évek elején pedig a Dorogi AC meghatározó játékosa, több, mint 300 NB I-es mérkőzést játszott.

## Pályafutása
A Debreceni Kinizsiben kezdte a labdarúgást. A megye I-ben mutatkozott be a felnőttek között. Később a Vasas leigazolta, de bevonult és a Kaposvári Honvédban játszott.
1968. március 2-án, az MTK elleni idegenbeli gól nélküli döntetlennel zárult mérkőzésen mutatkozott be a tatabányai csapatban, amelynek egyik oszlopos tagjává vált az évek során. A bányászcsapatban töltött időszaka alatt élte virágkorát a tatabányai klub, amely a kor egyik legmeghatározóbb egyesülete volt akkoriban az országban, és egyben az egyik legkiemelkedőbb vidéki csapat. Két évadtól eltekintve mindig az első tíz között végzett a tabellán. Legelőkelőbb helyezése a 4. hely volt az 1971-1972-es évadban, valamint kétszer az 5. hely 1974-ben és 1980-ban. Ezen felül Magyar Kupa-döntős is volt 1972-ben, ahol a Ferencvárossal szemben veszítettek 2-1-re. Legnagyobb sikere a nemzetközi kupa-győzelem, amelyet a Közép-európai kupában arattak két egymást követő évben. Arany volt a csapat egyik motorja, akit elsősorban robusztus testfelépítés, labdabiztosság és jó fejelő készség jellemzett. 
12 év alatt összesen 302 alkalommal lépett pályára a tatabánya játékosaként, amellyel a klub történetében az egyik leghosszabb ideig tartó szerepléssel és legmagasabb meccsszerepléssel büszkélkedhet. Őt csak az abszolút klubrekorder Szabó György (510) előzi meg, valamint Lakatos Károly (407), P. Nagy László (357), Csapó Károly (315) és minimálisan Laczkó Mihály (305). 1980-ban igazol a Dorogi AC NB II-es csapatához, ahol kamatoztatva az első osztályban szerzett rutinját, a piros-feketék egyik kiválósága lett. Dorogon csapattársa lett Laczkó István, aki ellen az NB I-ben játszott a Tatabánya – Dorog bajnoki mérkőzésen, valamint Andrusch József és Sikesdi Gábor. 
Ahogy azt a korabeli sajtó írta róla, a dorogi csapat játékmestere, és labdáinak "szeme" volt. Kiválóan megértették egymást Laczkóval, akivel gyakran megoldhatatlan feladat elé állították az ellenfelek védelmét. Az irányítás és a társak tökéletes helyzetbe hozása mellett, maga is gyakran volt góllövő kedvében. Fejjel, lábbal egyaránt magabiztos volt és pontrúgásai is veszélyesek voltak. Egy ízben mesterhármast is elért, amikor a dorogiak 7:0 arányban lehengerelték a 22. számú Volán SC csapatát. Aktív pályafutását 1982-ben fejezte be Dorogon. A búcsú szépre sikeredett, miután dobogón végeztek, bár egyben egy kicsit csalódottak is voltak, hiszen az egész bajnokság során a legnagyobb riválisa tudott lenni a csapat a bajnok MTK-nak, és ha bajnoki cím nem is sikerült, az ezüstéremben biztosak voltak. Azonban a záró fordulóban kikaptak idegenben Budafokon 2-1-re – Arany volt a dorogi gól szerzője –, így a végén a 22. számú Volán futott be a 2. helyre, miután 5-4-re nyertek Kecskeméten, akiket egyébként oda-vissza legyőztek.

## Sikerei, díjai
Tatabánya
- Bajnoki 4. hely (1971)
- Magyar Kupa ezüstérem (1972)
- Közép-európai kupa (KK) – győztes (1973 és 1974)

Dorog
- NB II-es bajnoki bronzérem (1982.)

## Családja
Fia, Arany László szintén neves labdarúgó. Sok tekintetben követte az apai utat. Ugyanúgy Tatabányáról indult a pályafutása, majd Dorog volt a következő állomás, azonban a későbbiekben több, más élvonalbeli klubnál is megfordult. Méltán lehetett büszke a fiára, aki bajnoki címet is szerzett, valamint válogatott játékos is volt.